# Short Waves Festival
Short Waves Festival – międzynarodowy festiwal filmów krótkometrażowych, który odbywa się corocznie od 2009 roku w Poznaniu. Organizowany jest przez Fundację Edukacji Kulturalnej Ad Arte.

## Pokazy konkursowe
Festiwal składa się z pięciu pokazów konkursowych:
1. Konkurs Międzynarodowy – największy konkurs w programie festiwalu, który prezentuje aktualną światową panoramę kina krótkometrażowego;
2. Konkurs Polski – do konkursu przystępują wartościowe krajowe produkcje. Idea zrodziła się z obserwacji obecnej sytuacji w polskiej branży filmowej, której produkcje są na coraz wyższym poziomie. 
Warunkiem udziału w obu powyższych konkursach jest przesłanie filmu, którego czas trwania nie przekracza 45 minut i który został wyprodukowany maksymalnie dwa lata wstecz. Laureatów wyłania międzynarodowe jury, złożone ze specjalistów z branży audiowizualnej. Widzowie pokazów wybierają film, którego autor otrzymuje Nagrodę Publiczności.
3. Dances with Camera – międzynarodowy konkurs filmów krótkometrażowych, których wspólnym językiem jest taniec, ruch oraz szeroko pojęta fizyczna ekspresja. Konkurs jest częścią programu Short Waves Festival od roku 2014;
4. Urban View – międzynarodowy konkurs filmów krótkometrażowych, które opowiadają o tkance miejskiej, o jej mieszkańcach i problemach;
5. Best Of Ten – konkurs składa się z dziesięciu międzynarodowych filmów krótkometrażowych, wybranych przez dziesięciu selekcjonerów największych festiwali krótkiego metrażu na świecie.

Oprócz pokazów konkursowych, program obejmuje wiele wydarzeń towarzyszących, między innymi: warsztaty dla specjalistów i festiwalowej publiczności, pokazy kina gatunkowego i filmów oscarowych, spotkania autorskie, programy dla konkretnych grup wiekowych, wydarzenia branżowe oraz specjalne.

## Pokazy specjalne
1. Pokaz polskiego filmu tańca – przegląd polskich filmów prezentujących różne oblicza tańca;
2. Stary człowiek i może – pokaz filmów, które spaja wiek bohaterów i ich niesamowite historie;
3. Random Home Cinema – ekskluzywne seanse filmowe w prywatnych mieszkaniach poznaniaków;
4. Klub festiwalowy – miejsce spotkań gości i uczestników, projekcji filmowych i festiwalowych after-party;
5. Wall is A Screen] – nieoczywiste wyjście kina w przestrzeń miejską, spacer filmowy ulicami Poznania;
6. KUKI for kids – pokaz filmów dla młodej publiczności, zaprogramowany przez programmerów z berlińskiego KUKI Festival.

## Poprzednie edycje festiwalu[2]

### Short Waves Festival 2014
Szósta edycja Short Waves Festival rozpoczęła się 14 marca 2014 roku ogólnoświatową trasą „Grand Prix Tour”. Publiczność oddała swoje głosy, wyróżniając najlepszy obraz dokumentalny „Naszą Klątwę” w reżyserii Tomasza Śliwińskiego nagrodą Grand Prix. W ofercie programowej znalazły się dwa nowe konkursy: promujący twórczość krajowych artystów “Poznań Open” oraz międzynarodowy konkurs filmów o tańcu “Dances with Camera”. Organizatorzy wprowadzili do programu warsztaty odzwierciedlające procesy zachodzące podczas produkcji filmowej „Film Rave”, warsztaty projektowania plakatów filmowych, panele dyskusyjne dla osób zaangażowanych w branżę filmową. Wprowadzono do programu cykle filmowe adresowane specjalnie dla dzieci i seniorów oraz pokazy twórczości wielkopolskich twórców „Poznań Wave”. Wśród gości znaleźli się m.in. dyrektorzy London Short Film Festival, Interfilm Berlin, Uppsala International Short Film Festival, Zebra Poetry Film Festival, Brest European Short Film Festival, aktywiści z CinemaHall i KinoKlub Zagrzeb.

### Short Waves Festival 2015
Siódma edycja festiwalu składała się z dwóch części. Pierwsza część, objazdowa, rozpoczęła się 6 marca trasą „Grand Prix Tour”. Widzowie zdecydowali w głosowaniu o wygranej filmu „Dom” Agnieszki Borowej. W czasie drugiej, stacjonarnej części festiwalu publiczność mogła obejrzeć filmy startujące w czterech konkursach: polskim „Poznań Open” oraz międzynarodowych: „Dances with Camera”, „Best of Seven” oraz „Urban View”. Do pokazów pozakonkursowych dołączyły „Random Home Cinema” oraz „Park_in’ Cinema”. W czasie festiwalu odbyły się „Warsztaty Projektowania Plakatu Filmowego” oraz „Warsztaty Grafiki i Animacji 3D”. Wśród gości festiwalowych znaleźli się m.in. dyrektorzy festiwalu Kurtzfilmtage Winterthur, Uppsala International Short Film Festival, London Short Film Festival, Brest European Short Film Festival, Zebra Poetry Film Festival, Międzynarodowego Festiwalu Filmowego w Rydze, Rover Film Festival oraz FEST New Directors/New Films.

### Short Waves Festival 2016
Ósma edycja festiwalu odbyła się w Poznaniu pod hasłem „We are open”, oznaczającym otwartość na otaczający nas świat, ludzi i nowatorskie pomysły. Edycja wprowadziła zmiany formalne i programowe. Festiwal wyszedł poza sztywne ramy czasowe – nie mając początku, ani końca. Główny konkurs festiwalu „Poznań Open”, który do tej pory miał charakter krajowy, zyskał format międzynarodowy. Objazdowy konkurs filmów polskich „Grand Prix Tour” został przekształcony w konkurs „Short Waves Festival: Krajowa Siódemka”, który odwiedził 50 miast w Polsce. Po raz pierwszy odbyło się wydarzenie specjalne „Kino Fusion”.

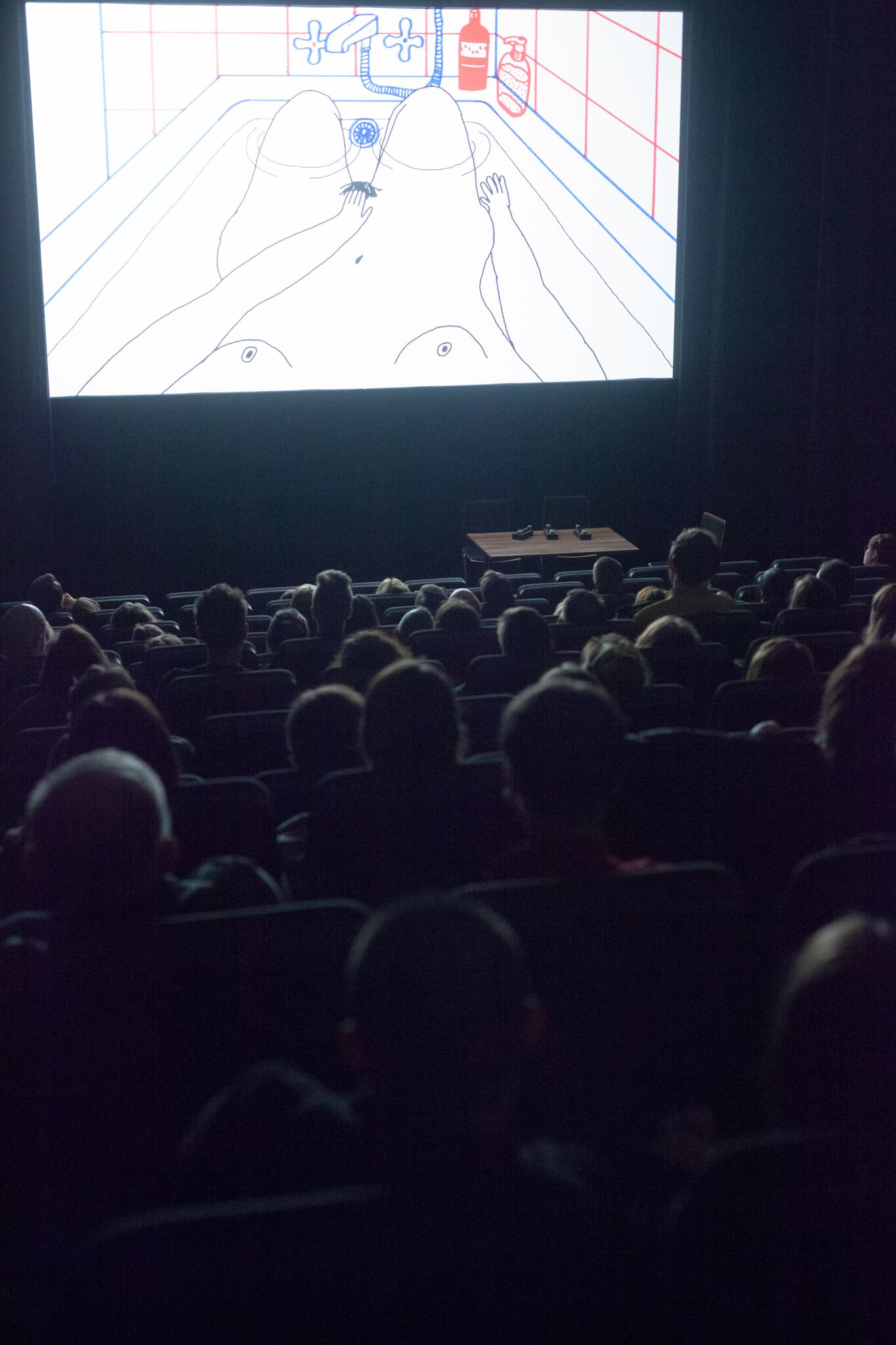
Pokaz filmowy w ramach Short Waves Festival.

### Short Waves Festival 2017
Dziewiąta edycja festiwalu, odbyła się w dniach 21 – 26 marca w Poznaniu. Hasłem przewodnim tegorocznej edycji było „beyond borders”, które obrazowało postępujący proces zacierania się granic pomiędzy różnymi dziedzinami sztuki, a także spadek znaczenia podziału na twórców i odbiorców kultury.
Istotnym punktem programu pozakonkursowego był w tym roku fokus na kino niemieckie, w ramach którego  zaprezentowane zostały sety filmowe z m.in.: Zebra Poetry Film Festival oraz Kurzfilmtage Oberhausen. Wśród nowych propozycji pojawiła się sekcja krótkich metraży podejmująca temat odmienności seksualnej, kulturowej i rasowej New Queer Visions.
Część programu stanowiły sekcje filmowe dedykowane konkretnym grupom wiekowym, dzieciom: SWF: Familijnie oraz seniorom: program Stary Człowiek i Może, a także wydarzenia specjalne, takie jak Kino Fusion czy Random Home Cinema (pokazów w prywatnych mieszkaniach poznaniaków). Podczas festiwalu odbyło się wiele spotkań i dyskusji branżowych w ramach European Short Pitch i Poznan Industry Day, w tym warsztaty projektowe i scenopisarskie. Program dopełniły afterparty w klubie festiwalowym, który w tym roku mieścił się w klubie LAS na Małych Garbarach.

### Short Waves Festival 2018
Festiwal odbył się w Poznaniu w dniach 20-25 marca 2018 roku. Hasłem przewodnim dziesiątej, jubileuszowej edycji festiwalu było „In or out”, które wprowadziło widzów w wątki społeczne związane z dobrowolnym wyjściem Wielkiej Brytanii z Unii Europejskiej.
Filmy związane z walką z dyskryminacją ze względu na orientację seksualną (New Queer Visions) oraz niepełnosprawność (Deaf Shorts) były ważnym elementem festiwalu. Jubileuszowa edycja była pełna wydarzeń specjalnych: znanego już Random Home Cinema czy stworzonych specjalnie z okazji dziesiątych urodzin festiwalu All-In oraz SWF:DIY. Po raz pierwszy pojawiła się pochodząca z Hamburga inicjatywa A Wall is A Screen. Akcja łączy ideę zwiedzania miasta z przewodnikiem z elementami kina plenerowego. Program jest wyselekcjonowany zgodnie z ustalonym tematem, który jest skorelowany z konkretną przestrzenią miejską. Głównym celem inicjatywy jest ukazanie różnorodności krótkiego metrażu, jego współdziałania z otoczeniem oraz innego spojrzenia na tkankę miejską przez pryzmat produkcji filmowych. Projekt A Wall is A Screen rozwija się od 2003 i odwiedził już ponad 30 krajów na świecie. Poznańska odsłona wydarzenia w trakcie Short Waves Festival stanowiła polską premierę projektu i była realizowana we współpracy z Goethe Institut.
Afterparty miały miejsce w klubie PIES Andaluzyjski, w którym można było też obejrzeć filmy z zaprzyjaźnionych festiwali oraz specjalny pokaz stworzony z myślą o dziesięcioleciu współpracy ze Studiem Munka.

### Short Waves Festival 2019
Jedenasta edycja festiwalu odbyła się w dniach 19-24 marca w Poznaniu. Hasłem przewodnim tej edycji było „Outside the box / Z innej perspektywy”.
Nagrody:

#### International Competition
- I Nagroda – Déploiements (Deployments), reż. Stéphanie Lagarde, Francja/Holandia 2018
- II Nagroda – Câm Lặng (The Mute), reż. An Pham Thien, USA/Wietnam 2018
- III Nagroda – Gardhi (Fence) – reż. Lendita Zeqiraj, Kosowo/Chorwacja/Francja 2018
- Nagroda publiczności – Tungrus, reż. Rushi Chandna, Indie 2017

#### Konkurs Polski
- I Nagroda – Gość (The Guest), reż. Sebastian Weber, Polska 2018
- II Nagroda – Jestem synem górnika (I am a Miner’s Son), reż. Michał Soja i Róża Duda, Polska 2018
- III Nagroda – O Jezu! (Oh, God!), reż. Betina Bożek, Polska 2017
- Nagroda publiczności – Siostry (The Sisters), reż. Michał Hytroś, Polska 2017

#### Dances with Camera
- I Nagroda – Sisters, reż. Daphne Lucker, Holandia 2018
- II Nagroda – Competing for Sunlight: Ash, reż. Dagmar Dachauer, Austria 2017
- III Nagroda – Altera, reż. Baptiste Rouveure, Francja 2018
- Nagroda publiczności – Sisters, reż. Daphne Lucker, Holandia 2018

#### Urban View
Nagroda Publiczności – Operation Jane Walk, reż. Robin Klengel i Leonhard Müllner, Austria 2018

### Short Waves Festival 2020
Dwunasta edycja festiwalu z powodu pandemii COVID-19 została przeniesiona z marca na sierpień a forma festiwalu została zmieniona. Stacjonarnie w Poznaniu w dniach 18-23 sierpnia odbyło się około 50 wydarzeń, a na platformie Filmchief Hub goście branżowi oraz widzowie z całej Polski mogli obejrzeć ok. 200 filmów. Hasłem przewodnim edycji było „Fixing the Future".
Nagrody:

#### International Competition
- I Nagroda – This means more, reż. Nicolas Gourault, Francja 2019
- II Nagroda (Ex Aequo) – A Mordida (The Bite), reż. Pedro Neves Marques, Portugalia 2019
- - Suc de Sindria (The Watermelon Juice), reż. Irene Moray
- Nagroda publiczności -To each your Sarah, reż. Deokgeun Kim, Korea Południowa 2019

#### Polish Competition
- Nagroda Główna = Koniec sezonu, reż. Stanisław Cuske, Polska 2019
- Nagroda Jury Młodych – Oko Boga, reż. Igor Kawecki, Polska 2019
- Nagroda publiczności – Na krańcu miasta, reż. Daria Kasperek, Polska 2019

#### Konkurs Polskich Filmów Eksperymentalnych
Nagroda Główna – I didn’t go to Crimea and all I got was this alien message, reż. Zuza Banasińska, Polska 2018
Wyróżnienie Specjalne – How to use Pyramid, reż. Karolina Zajączkowska, Polska 2019

#### Dances with the Camera
- I Nagroda – Under the Skin, reż. Carmen Porras, Hiszpania 2019
- II Nagroda – The Last Children, reż. Fu Le, Francja 2019
- Nagroda publiczności – Maids, reż. Sofia Castro, Argentyna 2019

#### Urban View
Nagroda Publiczności – Kopacabana, reż. Marcos Bonisson, Khalil Charif, Brazylia 2019

## Organizator
Fundacja Ad Arte powstała w 2003 roku i od początku swego istnienia specjalizuje się w kinie krótkometrażowym. Od 2009 roku organizuje Short Waves Festival, który jest trzonem działalności Fundacji. Poza Short Waves Festival Fundacja Ad Arte odpowiada za takie projekty, jak poświęcony tematyce miejskiej Urban View, międzynarodowy projekt popularyzujący polskie kino Polish Wave czy lokalną Jesień Filmową, która ma pobudzać życie kulturalne w ostatnim kwartale roku. Organizuje pokazy Future Shorts na terenie całej Polski. Jednym z głównych działań fundacji jest dystrybucja filmów krótkometrażowych w Polsce i za granicą. Działalność fundacji Ad Arte w dużej mierze opiera się na współdziałaniu z partnerami, do których należą m.in.: Miasto Poznań, Ministerstwo Kultury i Dziedzictwa Narodowego oraz Polski Instytut Sztuki Filmowej.